# دهستان زرینه‌رود جنوبی
دهستان زرینه‌رود جنوبی نام دهستانی در بخش مرکزی شهرستان میاندوآب، استان آذربایجان غربی در ایران است. براساس سرشماری مرکز آمار ایران در سال ۱۳۸۵، جمعیت آن ۱۱۲۹۴ نفر (۲۶۴۳ خانوار) بوده‌است.